# Тейлор Блек
Тейлор Блек (уроджена Гілдерслів) — американська актриса, випускниця Колумбійського університету, продюсер і модель. Вона відома своєю першою головною роллю Сідні Харріс у денній драмі ABC «Всі мої діти» та як колишня Міс Нью-Йорк підлітки США. Вона професійно відома як Тейлор Блек і є співвласницею Black Tandem, багатопрофільної творчої компанії в Лос-Анджелесі.

## Кар'єра

### 2005–2012 роки
У 2005 році вона пробувалась на роль Колбі Чендлер у фільмі «Всі мої діти», і їй запропонували роль підлітка Сідні Гарріс. Історія її героїні охоплювала 38 епізодів і закінчилася в червні 2007 року. Після виходу з фільму «Всі мої діти» Блек приєднався до акторського складу «Одне життя, щоб прожити», виконавши роль Лії Валерії. Навчаючись у середній школі, Блек знявся в серії рекламних роликів, фільмів і телевізійних шоу, включаючи запрошену зірку Лорен Клейборн у серіалі NBC «Закон і порядок » і Арчерію в серіалі «30 Rock». У 2009 році вона виграла титул «Міс Нью-Йорк підлітки США» і продовжила змагатися в конкурсі «Міс підлітки США». Після закінчення середньої школи Маттітак Тейлор вступила до Колумбійського університету та здобула ступінь кінознавця, зосередившись на виробництві.

### 2012–2015: Кіно і телебачення
Кар'єра Блека в кіно та на телебаченні тривала під час навчання в коледжі та після нього.  У 2010 році вона зіграла головну роль Клер Шенлі в серіалі Alloy TV/Teen Networks Haute & Bothered і повторила роль Тіффані в серіалі The CW Gossip Girl. Серед інших ролей були роль Келлі в серіалі CBS Blue Bloods, Габі в CBS Person of Interest і Саші в драмі CBS від виконавчого продюсера Роберта Де Ніро, NYC22. Вона також з'явилася в кількох епізодах «Пізньої ночі» з Джиммі Феллоном як «помічник» Феллона, була суддею в колегії Reel Teens 2010 і в ролі Блейка, провідного фільму Лорна Майклза «Cool Kid's Table» (Above Average Productions)., де вона приймала та обманювала знаменитостей. Інші роботи включали фільм Ass Backwards, прем'єра якого відбулася на Sundance у 2013 році, дев'ять епізодів комедійного скетч-серіалу MTV Hey Girl, Анна Макгроу в серіалі CBS Unforgettable, Бет у фільмі Affluenza, Кіппі Кук у Cheerleader Death Squad CW. і Лора Горман у «Один поганий вибір» MTV. У 2014 році Тейлор зіграла разом з актором премії «Еммі» Пітером Штраусом у фільмі Lifetime Sugar Daddies. Вона зіграла роль другого плану Крістін у фільмі ADDicted. У 2016 році вона зіграла роль Лаури Махоні в серіалі AMC Девіда Швіммера, Нагодуй звіра та Джейн у серіалі Hulu Deadbeat.

### 2015–тепер: Black Tandem і мейнстрімові проєкти
У 2015 році Блек вийшла заміж за художника Бредлі Лівінгстона Блека. Їхня виробнича компанія Black Tandem працює з Лос-Анджелеса. Їхній фільм «Олена з Трої» (2017) знімався в Парижі, Франція, та на півночі штату Нью-Йорк. Він пройшов успішно на фестивалях, підкресливши його міжнародну прем’єру на Бермудському міжнародному кінофестивалі, який отримав нагороду Оскар у 2018 році, і завершився в Сполучених Штатах у китайському театрі TCL у Голлівуді в рамках кінофестивалю HollyShorts у 2019 році. Вони пара в цей час  працює над адаптацією сценарію книги під назвою Caveat Emptor, яку вони вибрали. Раніше цей проєкт був запропонований Роном Ховардом,⁣ а головну роль приєднав Раян Гослінг.
Починаючи з 2017 року Тейлор Блек стала обличчям швейцарської ювелірної лінії Nana Fink. Вона продовжує зніматися в провідних ролях у кіно та на телебаченні, включаючи запрошених зірок Лорен Баррет у серіалі CBS Criminal Minds: Beyond Borders, Джину в серіалі NBC Midnight Texas і Misty Canyons у серіалі Fox Lucifer. Блек також з'явився у фільмі Вуді Аллена «Дощовий день у Нью-Йорку», а також у фільмі «Великий знімок». У 2019 році вона виконувала повторювані ролі Ешлі Каннінгем у серіалі The CW Dynasty та Емми Мітчелл у серіалі Sony/Spectrum LA's Finest разом із Габріель Юніон і Джесікою Альбою. Блек була обрана на роль Сьюзі Штайнер, головної ролі другого плану разом із Семюелем Л. Джексоном, Ніколасом Голтом та Ентоні Макі в серіалі Apple TV + The Banker.

## Філантропія
Благодійна діяльність Блека включала Фонд «Забажай», «Підлітки проти раку» та волонтерство в Службі кардинала Макклоскі. нещодавно. Тейор почав співпрацювати з дитячою лікарнею Лос-Анджелеса та є патроном ботанічного саду Ganna Walksa Lotusland у Монтесіто, Каліфорнія.

## Фільмографія
| рік      | Назва                    | Роль          | Примітки |
| -------- | ------------------------ | ------------- | -------- |
| 2013 рік | Сон з рибами             | Літо          |          |
| 2014 рік | Явка                     | Бет           |          |
| 2014 рік | Sugar Daddies            | Кара Джонс    |          |
| 2017 рік | ADDicted                 | Крістін       |          |
| 2018 рік | The Big Take             | Еді           |          |
| 2019 рік | Дощовий день у Нью-Йорку | Дана          |          |
| 2020 рік | Банкір                   | Сьюзі Штайнер |          |

## Нагороди та номінації
| Рік      | Нагорода    | Категорія                            | Робота     | Результат |
| -------- | ----------- | ------------------------------------ | ---------- | --------- |
| 2009 рік | Міс Тін США | Конкурс «Міс Нью-Йорк підлітки США». | Конкурсант |           |